# Tessa Neefjes
Tessa Neefjes (7 december 1996) is een Nederlands wielrenster en mountainbikster.
In 2016 won Neefjes het Nederlands kampioenschap wegwielrennen voor elite vrouwen zonder contract. Later dat jaar werd ze aangereden door een vrachtwagen. Bij dit ongeval brak ze haar rug, schouder, ribben en liep ze verschillende breuken op aan haar hand.Tijdens de Europees kampioenschap strandrace in 2019 behaalde neefjes een derde plaats. In 2020 won ze de strandrace Egmond-pier-Egmond en behaalde ze een derde plaats op het Nederlands kampioenschap strandrace. In 2022 won ze drie wedstrijden in de UCI Gravel World Series, werd ze Nederlands kampioen mountainbike marathon en Europees kampioen strandracen.
Naast het wielrennen werkt ze als diëtist, sportmasseur en personal trainer.

## Palmares

### Gravel
2022
UCI Gravel World Series Millau
NL Gravel series #2 Meerveld
UCI Gravel World Series Houffalize
NL Gravel series #3 Banholt
UCI Gravel World Series Veenhuizen
2023
UCI Gravel World Series Blåvandshuk
UCI Gravel World Series Aken
 NK Gravel

### Strandrace
| Seizoen                        | EK   | NK     | Overige                                                            | Totaal aantal zeges |
| ------------------------------ | ---- | ------ | ------------------------------------------------------------------ | ------------------- |
| 2018-2019                      | 4e   | DNF    |                                                                    | -                   |
| 2019-2020                      | ↑    | Brons  | ’s-Gravenzande, Katwijk, Julianadorp, Rockanje, Egmond-pier-Egmond | 5                   |
| geen wedstrijden in 2020-2021. |      |        |                                                                    |                     |
| 2021-2022                      |      | Zilver |                                                                    | -                   |
| 2022-2023                      | Goud | Zilver | Noordwijk                                                          | 2                   |
| 2023-2024                      |      | ↑      | Egmond-pier-Egmond                                                 | 1                   |
| 2024-2025                      | ↑    |        | 1                                                                  |                     |
| Totaal                         | 1    | 1      | 7                                                                  | 9                   |

### Mountainbike Marathon
2022
 Nederlands kampioen Mountainbike Marathon

### Wegwielrennen
2016
 Nederlands kampioenschap op de weg, Elite zonder contract